# 7-ма дивізія НГ (Україна)
7-ма Кримська дивізія національної гвардії (7 дНГУ, в/ч 2222) — формування національної гвардії України, що існувало у 1990-х роках.

## Історія
Кримське з'єднання було найбільш численним («під завісу» свого існування), одним з найбільш боєздатних, і, одночасно, «наймолодшим» зі з'єднань НГУ. Втім, свою історію воно так само вело від частин Внутрішніх військ МВС СРСР.
Внутрішні війська, на основі яких формувалася Національна гвардія, на території Кримського півострова були представлені підрозділами 21-го спеціального моторизованого полку міліції Внутрішніх військ МВС СРСР (в/ч 5461) в м. Сімферополі Наказом КНГУ від 2 січня 1992 року він був перетворений в 9-й полк НГУ (в/ч 4109), і увійшов до складу 3-ї Південної дивізії НГУ (в/ч 2230).
Слід враховувати, що на формування кримських підрозділів НГУ завжди впливали причини політичні, як-то питання базування Чорноморського флоту Російської Федерації і кримськотатарське питання.
Саме через політичну обстановку в 1994 р. виникла необхідність «військової присутності» в м. Севастополі - там був сформований батальйон 9-го полку НГУ (в/ч 4109). Нагадаємо, що поділ Чорноморського флоту відбувся лише влітку 1997 р.
Указом Президента України від 20 січня 1995 р. і наказом КНГУ від 26 січня 1995 року ряд частин і підрозділів НГУ були передані до складу Внутрішніх військ МВС України. Така доля спіткала і сімферопольський 9-й полк НГУ, який став 9-ю окремою бригадою Внутрішніх військ МВС України (в/ч 3009).
Військово-політичне керівництво України швидко усвідомило помилковість такого кроку, особливо на тлі активізації кримськотатарських виступів. Для «виправлення ситуації» було прийнято рішення про формування 23-ї окремої бригади НГУ (в/ч 2209) в м. Сімферополі. Цей процес значно прискорився з приходом восени 1995 року нового командувача генерал-лейтенанта гвардії А. Кузьмука, який раніше був командиром кримського 32-го армійського корпусу.
Наказом КНГУ від 29 лютого 1996 р. почалося формування 20-го окремого батальйону НГУ (в/ч 2041) в м. Керчі і 21-го окремого батальйону НГУ (в/ч 2141) в м. Красноперекопську. На базі батальйону, який залишився від 9-го полку НГУ в м.Севастополі було розгорнуто 20-й полк НГУ (в/ч 4110), що розмістився тепер в м. Балаклаві, у військовому містечку колишньої 155-ї бригади підводних човнів Чорноморського флоту. До складу полку увійшли механізований батальйон і гірськострілецький батальйон «Кобра».
5 травня 1996 р. зі складу Збройних Сил України, на посилення частин 23-ї бригади НГУ був переданий 1010-й окремий механізований батальйон, який входив раніше в 84-ту окрему механізовану бригаду. Розміщений у сел. Перевальне, він став механізованим батальйоном 23-го полку НГУ.
У той же день гвардії була передана 1-ша бригада морської піхоти Військово-Морських Сил України в складі 41-го окремого десантно-штурмового батальйону морської піхоти, 1-ї окремої протитанкової батареї, 28-ї окремої роти зв'язку та інших підрозділів. Вона була перейменована в 4-ту окрему бригаду морської піхоти НГУ (в/ч 4122) і дислокувалася в сел. Кизил-Таш (Краснокам'янка) під Феодосією.
На базі 123-го військово-морського госпіталю в сел. Кизил-Таш був сформований 3-й окремий медичний загін НГУ (в/ч 2225).
Розпорядженням Президента України від 30 жовтня 1997 р. 4-та бригада морської піхоти НГУ була повернута до складу Військово-Морських Сил України.
Восени 1996 року було прийнято рішення про розгортання на базі управління 23-ї окремої бригади НГУ управління 7-ї дивізії НГУ (в/ч 2222). При цьому підрозділи бригади, розміщені в м.Сімферополі і сел. Перевальне, були перетворені на 23-й полк НГУ (в/ч 2209). До складу полку увійшов вже згадуваний механізований батальйон, механізований батальйон (пізніше став батальйоном спеціального призначення) і гірськострілецький батальйон «Лаванда».
В м. Ялта розмістився підрозділ НГУ з охорони дипломатичних і консульських представництв іноземних держав.
Наказом КНГУ від 10 січня 1997 р. 20-й окремий батальйон НГУ в м. Керч було розгорнуто в 25-й полк НГУ (в/ч 2041). 28 лютого 1997 р. на комплектування полку зі складу Збройних Сил України були передані 142-й окремий танковий батальйон, 1022-й окремий механізований батальйон і окрема інженерно-саперна рота, що раніше входили до 127-ї окремої механізованої бригади.
Таким чином, в 1997 р. до складу 7-ї дивізії НГУ входили 3 полки і 1 окремий батальйон. Крім того, в м. Сімферополі дислокувалися 4-й окремий медичний загін НГУ (в/ч 2226), що став згодом 2-м військовим госпіталем НГУ (в/ч 2229), і база матеріально-технічного забезпечення НГУ «Скіф» (в/ч 2261).
Кілька слів варто сказати про 21-й окремий батальйон НГУ в Красноперекопську. Важкі умови служби в безводному кримському степу перетворили його на своєрідну «заслансько-поселенську» частину, куди «посилався» неугодний начальству особовий склад з різних з'єднань НГУ, в тому числі й офіцерський. Наказом КНГУ від 10 червня 1998 р. красноперекопський «дисбат» був перейменований в 21-й окремий батальйон спеціального призначення НГУ.
Після придушення масових заворушень в березні 1998 р. відбулося значне зростання чисельності Кримського з'єднання НГУ. Туди терміново були перекинуті підрозділи з інших регіонів України (див. 5-та Західна дивізія Національної гвардії України, 1992-2000 рр.).
Не оминули 7-му дивізію НГУ і перетворення, задумані новим командувачем генерал-лейтенантом гвардії А. Чаповським. Так, на базі однієї з рот батальйону спеціального призначення 23-го полку НГУ в м.Сімферополі був сформований 1-й загін бойових плавців НГУ (в/ч 4118). Крім того, дивізія поповнилася підрозділом розвідки спеціального призначення, перейменованим в 1999 р. в підрозділ спеціального призначення та антитерору.
Наказом КНГУ від 31 березня 1998 року на базі дивізійного вузла зв'язку був сформований 7-й окремий батальйон зв'язку НГУ (в/ч 2228).
Наказом КНГУ від 24 грудня 1998 р. 20-й, 23-й і 25-й полки НГУ були перейменовані в 20-ту, 23-тю і 10-ту бригади спеціального призначення НГУ відповідно.
Втім, 20-та бригада НГУ проіснувала недовго. Наказом КНГУ від 9 квітня 1999 року на базі її батальйонів були сформовані 5-й (в/ч 1841) і 28-й (в/ч 4110) окремі гірськострілецькі батальйони спеціального призначення НГУ. Перший з них спочатку розмістився у м. Ялті, а потім був передислокований в м. Судак, а другий - колишній гірськострілецький батальйон «Кобра», - залишився в Балаклаві.
Указом Президента України від 17 грудня 1999 року підрозділи 7-ї дивізії НГУ були передані до складу Внутрішніх військ МВС України.
Управління 7-ї дивізії НГУ було перетворено в управління Кримського територіального командування Внутрішніх військ МВС України (в/ч 2222).
23-тя бригада НГУ була передана на укомплектування особового складу 9-ї окремої бригади Внутрішніх військ МВС України (в/ч 3009). 5-й гірськострілецький і 21-й батальйони НГУ були розформовані. 28-й гірськострілецький батальйон НГУ став лінійним батальйоном 42-го полку оперативного призначення Внутрішніх військ МВС України (в/ч 4110).
10-та бригада НГУ, з її танками і реактивними системами залпового вогню БМ-21 «Град», була передана до складу Збройних Сил України та переформована в 502-й окремий механізований полк. Згодом він був переданий Військово-Морським Силам Збройних Сил України та став 501-м окремим механізованим батальйоном 36-ї окремої бригади берегової оборони.

## Структура
- управління дивізії (в/ч 2222) - на базі управління 23-ї бригади м. Сімферополь → Кримське територіальне командування Внутрішніх військ МВС України (в/ч 2222)
- 23-тя окрема бригада НГУ (в/ч 2209) м. Сімферополь → 23-й полк НГУ (в/ч 2209) / механізований батальйон (пізніше став батальйоном спеціального призначення) і гірськострілецький батальйон «Лаванда» - на базі 23-ї бригади / → 23-тя бригада спеціального призначення НГУ
- 20-й окремий батальйон НГУ (в/ч 2041) м. Керч
- 21-й окремий батальйон НГУ (в/ч 2141) м. Красноперекопськ → 21-й окремий батальйон спеціального призначення НГУ
- батальйон 9-го полку НГУ (в/ч 4109) м. Севастополь → 20-й полк НГУ / механізований батальйон і гірськострілецький батальйон «Кобра» / (в/ч 4110) м. Балаклава → 20-та бригада спеціального призначення НГУ
- 4-та окрема бригада морської піхоти НГУ (в/ч 4122)
- 3-й окремий медичний загін НГУ (в/ч 2225) сел. Кизил-Таш
- 4-й окремий медичний загін НГУ (в/ч 2226) м. Сімферополь → 2-й військовий госпіталь НГУ (в/ч 2229)
- підрозділ НГУ з охорони дипломатичних і консульських представництв іноземних держав, м. Ялта
- база матеріально-технічного забезпечення НГУ «Скіф» (в/ч 2261)
- 1-й загін бойових плавців НГУ (в/ч 4118) - на базі однієї з рот батальйону спеціального призначення 23-го полку НГУ в м.Сімферополі
- підрозділом розвідки спеціального призначення → підрозділ спеціального призначення та антитерору
- дивізійний вузол зв'язку → 7-й окремий батальйон зв'язку НГУ (в/ч 2228)
- 5-й окремий гірськострілецький батальйон спеціального призначення (в/ч 1841) - на базі 20-ї бригади м. Ялті → м. Судак
- 28-й окремий гірськострілецький батальйон спеціального призначення (в/ч 4110) - на базі 20-ї бригади (колишній гірськострілецький батальйон «Кобра») м. Балаклава

### 1999
- 10 бригада НГУ (м Керч);
- 20 бригада НГУ (м.Севастополь);
- 23 бригада НГУ (м.Сімферополь);
- 21 об СпП НГУ (м Красноперекопськ);
- 7 об зв'язку (м. Сімферополь).
- окремі підрозділи дивізійного підпорядкування:
  - рота розвідки спеціальних операцій і боротьби з тероризмом;
  - ремонтна рота;
  - рота РМТЗ;
  - окрема рота охорони дипломатичних і консульських представництв;
  - комендантська рота;
  - центр відпочинку і культури;
  - група бойового управління начальника артилерії;
  - група управління начальника ППО;
  - навчальний центр.

## Командувачі
- генерал-майор Шевченко Віктор Федорович